# غونزالو غونيي
غونزالو غونيي (بالإسبانية: Gonzalo Goñi) (1901 في الأرجنتين - ) هو لاعب كرة قدم أرجنتيني في مركز الدفاع. لعب مع بوكا جونيورز.

## وصلات خارجية
- غونزالو غونيي على موقع قاعدة بيانات كرة القدم.إي يو (الإنجليزية)
- غونزالو غونيي على موقع Soccerway.com (الإنجليزية)